# Пер Свартвадет
Пер Свартвадет (швед. Per Svartvadet; нар. 17 травня 1975, Соллефтео) — шведський хокеїст, що грав на позиції центрального нападника.

## Ігрова кар'єра
Хокейну кар'єру розпочав 1990 року.
1993 року був обраний на драфті НХЛ під 139-м загальним номером командою «Даллас Старс». 
Протягом професійної клубної ігрової кар'єри, що тривала 19 років, захищав кольори команд МОДО та «Атланта Трешерс».
Загалом провів 247 матчів у НХЛ.

## Нагороди та досягнення
- Чемпіон Європи серед юніорів 1993.
- Срібний призер молодіжного чемпіонату світу 1994.
- Бронзовий призер молодіжного чемпіонату світу 1995.
- Срібний призер чемпіонату світу з хокею 1997.
- Чемпіон Швеції в складі МОДО 2007 року.

## Статистика

### Клубні виступи
| Сезон              | Клуб                 | Ліга               | Регулярний сезон | Регулярний сезон | Регулярний сезон | Регулярний сезон | Регулярний сезон | Плей-оф | Плей-оф | Плей-оф | Плей-оф | Плей-оф |
| Сезон              | Клуб                 | Ліга               | І                | Г                | П                | О                | ШХ               | І       | Г       | П       | О       | ШХ      |
| ------------------ | -------------------- | ------------------ | ---------------- | ---------------- | ---------------- | ---------------- | ---------------- | ------- | ------- | ------- | ------- | ------- |
| 1990–91            | ХК «Соллефтео»       | Швеція-2           | 5                | 1                | 0                | 1                | 0                | —       | —       | —       | —       | —       |
| 1991–92            | МОДО мол.            | Ю20                | 30               | 17               | 19               | 36               | 36               | —       | —       | —       | —       | —       |
| 1992–93            | МОДО мол.            | Ю20                | 14               | 5                | 10               | 15               | 18               | —       | —       | —       | —       | —       |
| 1992–93            | МОДО                 | Елітсерія          | 2                | 0                | 0                | 0                | 0                | —       | —       | —       | —       | —       |
| 1993–94            | МОДО мол.            | Ю20                | 12               | 7                | 12               | 19               | 6                | —       | —       | —       | —       | —       |
| 1993–94            | МОДО                 | Елітсерія          | 36               | 2                | 1                | 3                | 4                | 11      | 0       | 0       | 0       | 6       |
| 1994–95            | МОДО                 | Елітсерія          | 40               | 6                | 9                | 15               | 31               | —       | —       | —       | —       | —       |
| 1995–96            | МОДО                 | Елітсерія          | 40               | 9                | 14               | 23               | 26               | 8       | 2       | 3       | 5       | 0       |
| 1996–97            | МОДО                 | Елітсерія          | 50               | 7                | 18               | 25               | 38               | —       | —       | —       | —       | —       |
| 1997–98            | МОДО                 | Елітсерія          | 46               | 6                | 12               | 18               | 28               | 7       | 3       | 2       | 5       | 2       |
| 1998–99            | МОДО                 | Елітсерія          | 50               | 9                | 23               | 32               | 30               | 13      | 3       | 6       | 9       | 6       |
| 1999–2000          | «Атланта Трешерс»    | НХЛ                | 38               | 3                | 4                | 7                | 6                | —       | —       | —       | —       | —       |
| 1999–2000          | «Орландо Солар Бірс» | ІХЛ                | 27               | 4                | 6                | 10               | 10               | 5       | 0       | 1       | 1       | 0       |
| 2000–01            | «Атланта Трешерс»    | НХЛ                | 69               | 10               | 11               | 21               | 20               | —       | —       | —       | —       | —       |
| 2001–02            | «Атланта Трешерс»    | НХЛ                | 78               | 3                | 12               | 15               | 24               | —       | —       | —       | —       | —       |
| 2002–03            | «Атланта Трешерс»    | НХЛ                | 62               | 1                | 7                | 8                | 8                | —       | —       | —       | —       | —       |
| 2002–03            | «Чикаго Вулвс»       | АХЛ                | 3                | 0                | 0                | 0                | 2                | —       | —       | —       | —       | —       |
| 2003–04            | МОДО                 | Елітсерія          | 35               | 13               | 7                | 20               | 10               | —       | —       | —       | —       | —       |
| 2004–05            | МОДО                 | Елітсерія          | 49               | 8                | 21               | 29               | 56               | 5       | 1       | 0       | 1       | 6       |
| 2005–06            | МОДО                 | Елітсерія          | 46               | 13               | 13               | 26               | 26               | 5       | 0       | 1       | 1       | 0       |
| 2006–07            | МОДО                 | Елітсерія          | 52               | 13               | 22               | 35               | 30               | 20      | 8       | 10      | 18      | 35      |
| 2007–08            | МОДО                 | Елітсерія          | 54               | 8                | 26               | 34               | 34               | 5       | 1       | 1       | 2       | 4       |
| 2008–09            | МОДО                 | Елітсерія          | 55               | 11               | 18               | 29               | 51               | —       | —       | —       | —       | —       |
| 2009–10            | МОДО                 | Елітсерія          | 55               | 11               | 18               | 29               | 32               | —       | —       | —       | —       | —       |
| 2010–11            | МОДО                 | Елітсерія          | 54               | 6                | 14               | 20               | 20               | —       | —       | —       | —       | —       |
| Усього в Елітсерії | Усього в Елітсерії   | Усього в Елітсерії | 664              | 122              | 216              | 338              | 416              | 74      | 18      | 23      | 41      | 59      |
| Усього в НХЛ       | Усього в НХЛ         | Усього в НХЛ       | 247              | 17               | 34               | 51               | 58               | —       | —       | —       | —       | —       |

### Збірна
| Рік                | Команда            | Турнір             | І  | Г | П  | О  | ШХ |
| ------------------ | ------------------ | ------------------ | -- | - | -- | -- | -- |
| 1993               | Швеція             | ЮЧЄ                | 6  | 2 | 6  | 8  | 4  |
| 1994               | Швеція             | МЧС                | 7  | 0 | 3  | 3  | 8  |
| 1995               | Швеція             | МЧС                | 7  | 2 | 6  | 8  | 2  |
| 1997               | Швеція             | ЧС                 | 10 | 0 | 2  | 2  | 0  |
| Молодіжна збірна   | Молодіжна збірна   | Молодіжна збірна   | 20 | 4 | 15 | 19 | 14 |
| Національна збірна | Національна збірна | Національна збірна | 10 | 0 | 2  | 2  | 0  |